# 一誠
一誠（いっせい、2005年9月24日 - ）は、日本のタレント、モデル、俳優。

## 出演

### TV
- ニュースほっと関西（2016年2月22日、NHK大阪）

### TVCM
- ベネッセ：チャレンジタッチ
- Barbizon JAPAN
- バディファイト

### 映画
- 東京 ※第38回モントリオール世界映画祭正式招待作品
- クローズexplode
- るろうに剣心 京都大火編/伝説の最期編
- 繕い裁つ人
- 渋谷レイン

### MV
- TOKYO RABBIT 「渋谷レイン」

### スチール
- アパレルMAD★STAR専属モデル

### ファッションショー
- 2013年12月27日、第3回東京ボーイズコレクション出演
- 2014年2月11日、東京ファッションコレクション出演
- 2014年3月18日、第4回東京ボーイズコレクション出演
- 2014年5月31日、東京ボーイズコレクション一周年パーティー出演
- 2014年10月30日、第5回東京ボーイズコレクション出演
- 2015年5月31日、Asia Girls Collection出演
- 2015年9月10日、第7回東京ボーイズコレクション　ゲスト出演
- 2015年11月23日、第6回teens collection 第1回読モコンテスト ファイナリスト
- 2015年12月23日、美ヶ月 第6回 〜祝一周年︎　1stアニサリー記念イベント〜 MC
- 2015年12月26日、kisscawa collection準グランプリ
- 2016年2月13日、osaka street collection
- 2016年3月9日、prom osaka出演
- 2016年4月5日、target出演
- 2016年5月14日、fashion leadersFL4出演
- 2016年8月23日、第3回渋原コレクションゲストモデル
- 2016年9月3日・4日、WaterWars
- 2016年12月23日、fashion leaders  FL5
- 2016年12月24日、第2回キスカワフェスティバル
- 2017年3月14日、第10回東京ボーイズコレクション
- 2017年3月31日、第3回キスカワフェスティバルゲスト
- 2017年7月2日、サンリオピューロランドextension japan vol3 ゲスト
- 2017年10月30日、第1回tokyo top collectionゲスト審査員

### ラジオ
- レインボータウンFM ラジオ侍
- FMうらやす CAN☆RADIO
- インターネットラジオ BLACKAN RADIO JAPAN【AkkiePJ"D.I.M"(Do It Myself)】

### 学園祭
- 2015年5月24日、第12回神戸大学深江祭 OA